# Pimpla nigricolor
Pimpla nigricolor är en stekelart som beskrevs av Tosquinet 1903. Pimpla nigricolor ingår i släktet Pimpla och familjen brokparasitsteklar. Inga underarter finns listade i Catalogue of Life.